# Шполянская городская община
Шполя́нская городская объединенная территориальная община — община в Украине, в составе Звенигородского района Черкасской области. Административный центр — город Шпола.

## История
Община образована 26 января 2017 года путем объединения Шполянского городского совета и Крымковского сельского совета Шполянского района.
29 мая 2017 года была образована Водянская сельская объединенная территориальная община, которая должна была объединить Веселокутский, Водянский, Кавуновский, Липянский, Масловский, Нечаевский и Ярославский сельские советы Шполянского района. В том же году ЦИК назначила первые выборы в общине, однако впоследствии отменила свое решение. 17 июня 2017 года Липянский, а 7 июня 2018 года Кавуновский и Масловский сельские советы отменили свои решения о добровольном объединении. Таким образом образование Водянской громады было отменено.
22 августа 2017 года в результате добровольного присоединения к громаде присоединился Скотаровский сельский совет, 5 октября 2018 года — Капустинский и Лебединский сельские советы, 19 февраля 2020 года — Буртовский, Надточаевский, Сердеговский, Сигнаевский и Терешковский сельские советы.
Согласно распоряжению Кабинета Министров Украины от 12.06.2020 № 728-р в состав громады были включены также Васильковский, Водянский, Журавский, Искренский, Лозоватский, Марьяновский, Соболевский, Товмацкий и Топильнянский сельские советы.

## Состав
В состав общины входят:
| Населенный пункт  | Популяция, человек (2001) |
| ----------------- | ------------------------- |
| Бурты, село       | 905                       |
| Васильков, село   | 2356                      |
| Водяное, село     | 996                       |
| Георгиевка, село  | 213                       |
| Журавка, село     | 1515                      |
| Искренное, село   | 928                       |
| Каменоватка, село | 175                       |
| Капустино, село   | 668                       |
| Крымки, село      | 959                       |
| Лебедин, село     | 4611                      |
| Лозоватка, село   | 1256                      |
| Марьяновка, село  | 1315                      |
| Надточаевка, село | 724                       |
| Сердеговка, село  | 331                       |
| Сигнаевка, село   | 1990                      |
| Скотарево, село   | 785                       |
| Соболевка, село   | 759                       |
| Терешки, село     | 897                       |
| Товмач, село      | 982                       |
| Топильна, село    | 925                       |
| Ховковка, поселок | 70                        |
| Шпола, город      | 19427                     |